# 조규남
조규남(1971년 9월 2일 - )은 대한민국의 프로게임단 지도자이다.

## 개요
기획사 대표 출신으로, 각종 마케팅 행사 등을 기획하고 진행하는 업체를 운영하였다. 그는 취미로 스타크래프트를 즐기던 중 김동우(前 하이트 엔투스 감독)와 장일석 등을 주축으로 ‘프로슈머’라는 팀을 창단했다.
2001년 당시 최고의 랜덤유저라 불린 김동준을 영입, 2001년 9월 게임아이 이노츠와 계약하여 본격적인 감독 생활을 시작하였다. 그러나 게임아이의 부도로 인해 2002년 2월 서울 구로디지털단지로 팀 숙소를 이전해야 했다.
스폰서가 없는 팀을 사비로 운영한 그는 선수들 사이에서 그리고 E스포츠 관계자 사이에서도 명망높은 감독이었다. 그러한 어려운 환경 가운데 2002년 4월 프로게임팀 G.O(Greatest One)를 창단한다. 그리고 최인규와 김정민 등 실력있는 선수를 영입하게 된다.
2003년 9월 슈마 일렉트론과 스폰계약에 성공하여 슈마 G.O로 네이밍스폰서 계약을 하게 되었다. 이후 강민을 영입 후 계몽사 KPGA 팀리그와 라이프존 KPGA 팀리그, Neowiz Pmang컵 온게임넷 프로리그 우승으로 명장 반열에 오르게 된다. 서지훈, 강민, 박태민, 김정민, 이재훈 등  특급선수를 연이어 육성하는 등 프로게이머계의 마이더스의 손으로 군림한다. 그렇지만 2004년, 슈마의 계약만료로 팀이 스폰 계약에 해지되면서 팀에 위기가 찾아 왔다. 그렇지만 2005년, MBC MOVIES MBC게임 팀리그에서 우승을 차지하며, 팀리그의 최강팀으로 이끌어왔다.
스폰서가 없었던 팀임에도 불구하고 G.O는 팀운영에 있어서 기업팀의 조직력과 차이가 없을정도의 지원이 이루어진 팀이다. 조규남은 G.O의 유니폼을 에어워크의 협찬을 받아 1백만원 상당의 고급 유니폼을 착용시키게 하는 등 선수들의 사기 진작에 힘썼다.
2006년, 조규남 감독의 G.O팀은 CJ 엔투스로 새롭게 창단을 한다. 창단 후에는 마재윤의 메이저 대회 4회 우승이라는 팀내 최초로 4회 우승이라는 기쁨을 안았다. 시기가 지나서도 김정우, 조병세, 진영화 등 갖가지 신인들을 육성을 하여 감독으로서의 능력을 유감없이 보여줬다.
2008년 11월 26일, E스포츠 감독사상 최초로 통산 100승에 성공하였다.2010년 현재 272전 155승 117패 E스포츠 감독 중 최다승 기록을 갖고 있다.
2009년 단일리그 출범 후, 승자연전방식의 신한은행 위너스리그 08-09에서 출범 첫 우승을 차지하며, 팀리그에 대한 저력을 과시하며, 팀리그의 최강팀으로 이끌었다.
그러다가 2010년 8월 3일, CJ 엔투스의 감독직을 자진 사퇴하였다. 이후 2018년 여름부터 리그 오브 레전드 챔피언스 코리아 승격팀인 그리핀의 대표 이사직을 맡게 되면서 오랜만에 E스포츠계에 복귀하였고, 여기서도 능력을 유감없이 발휘하였다.
그런데 2019년 하반기, 그리핀 사건으로 주목을 받았다. 카나비 거짓계약 사건을 직접 지휘했음을 알려졌으며 그리핀 사건으로 인해 그리핀의 단장직에서 물러났다.

## 팀 단위 경력
- 2003년 6월 계몽사배 KPGA 팀리그 우승
- 2003년 8월 KTF EVER컵 온게임넷 프로리그 4위
- 2003년 10월 라이프존 KPGA 팀리그 우승
- 2004년 1월 LG IBM MBC게임 팀리그 3위
- 2004년 2월 Neowiz Pmang컵 온게임넷 프로리그 우승
- 2004년 7월 SKY 프로리그 2004 1Round 4위
- 2004년 8월 투싼배 MBC게임 팀리그 준우승
- 2005년 1월 SKY 프로리그 2004 3Round 공동 3위
- 2005년 3월 MBC MOVIES배 MBC게임 팀리그 우승
- 2005년 7월 SKY 프로리그 2005 전기리그 3위
- 2005년 10월 KTF bigi KOREA e-sports 2005 스타크래프트 부문 4위
- 2006년 1월 SKY 프로리그 2005 후기리그 4위
- 2006년 1월 SKY 프로리그 2005 그랜드파이널 3위
- 2006년 7월 SKY 프로리그 2006 전기리그 3위
- 2007년 1월 SKY 프로리그 2006 후기리그 준우승
- 2008년 1월 신한은행 프로리그 2007 후기리그 준우승
- 2009년 3월 신한은행 위너스리그 08-09 우승
- 2009년 8월 신한은행 프로리그 08-09 3위
- 2010년 7월 신한은행 프로리그 09-10 6강

## 수상 내역
- 2003년 Neowiz Pmang컵 온게임넷 프로리그 감독상